# Der Fall Alice im Wunderland
Der Fall Alice im Wunderland (spanischer Originaltitel Los crímenes de Alicia) ist ein Kriminalroman des argentinischen Schriftstellers und Mathematikers Guillermo Martínez aus dem Jahr 2019. Er spielt vor dem Hintergrund von Pädophilie und Kindesmissbrauch im Umfeld einer Bruderschaft, die sich mit dem Leben und Wirken des englischen Schriftstellers, Mathematikers und Fotografen Lewis Carroll befasst. Mit Der Fall Alice im Wunderland knüpft Martínez an Die Pythagoras-Morde von 2003 an. Der Roman wurde 2019 mit dem Nadal-Literaturpreis ausgezeichnet.

## Inhalt
Der 23-jährige Ich-Erzähler und Oxford-Stipendiat G. – erkennbar das Alter Ego des Autors – wird zu Beginn seines zweiten Studienjahrs im Herbst 1994 Zeuge krimineller Vorfälle, die sich rund um die Lewis-Carroll-Bruderschaft abspielen. Diese plant eine kommentierte Neuausgabe von Carrolls Tagebüchern. Dass von den ursprünglich 13 Bänden die ersten vier verschollen und die verbliebenen unvollständig sind, ist allgemein bekannt; von wem und warum bestimmte Seiten entfernt wurden, noch immer ungeklärt. Eine der fehlenden Seiten wird besonders schmerzlich vermisst – diejenige, die möglicherweise enthüllt, was zu dem Bruch führte zwischen Carroll und der Familie Liddell, deren mittlere Tochter er zur Titelheldin seines berühmtesten Romans, Alice im Wunderland, machte. Genau diese Seite – beziehungsweise ein Zettel, worauf deren Inhalt zusammengefasst wird – ist aber nun gefunden worden.
Entdeckerin ist die von der Bruderschaft mit der Durchsicht von Carrolls Nachlass beauftragte junge wissenschaftliche Mitarbeiterin Kristen Hill. Allerdings behält sie den Zettel und dessen Information zunächst für sich; sie befürchtet, andere könnten den Fund für sich reklamieren, und will als Erste einen Artikel darüber veröffentlichen. Dies alles erfährt G., unter dem Siegel der Verschwiegenheit, von Arthur Seldom, den er schon in seinem ersten Oxford-Jahr als Professor für Logik und Hobby-Detektiv kennen und schätzen lernte. Seldom ist auch Mitglied der Bruderschaft und beruft eine Sondersitzung ein, um sie – in Kristens Gegenwart – über deren sensationellen Fund in Kenntnis zu setzen. Kristen jedoch erscheint nicht. In der Nacht zuvor wurde sie, als Fußgängerin, Opfer eines Autounfalls mit Fahrerflucht und liegt nun schwer verletzt im Krankenhaus.
Seldom schaltet Inspektor Petersen ein, um Kristen unter Polizeischutz zu stellen; der Verdacht liegt nahe, dass man ihr nach dem Leben trachtet(e). Er erhärtet sich, als bald darauf ein Verleger und ein Journalist ermordet werden, noch dazu, da alle drei Fälle Gemeinsamkeiten aufweisen, die auf Alice im Wunderland und dessen Schöpfer hindeuten. Eine Parallele ist die, dass sie bestimmten Textstellen des Romans nachempfunden scheinen; die andere besteht in den Fotografien, die man bei den Opfern findet – Bilder von leicht bekleideten oder nackten, anzüglich posierenden Mädchen im Kindesalter, die man Carrolls fotografischem Werk zuschreibt. Der Druck erhöht sich, als solche Bilder gleichzeitig bei allen Mitgliedern der Bruderschaft landen und man zudem entdeckt, dass der Verleger mit täuschend echt wirkenden Fälschungen im Stile Carrolls pädophile Kunden auch aus höchsten Kreisen der britischen Gesellschaft versorgt hatte.
Schlussendlich wird der ganze Fall vor versammelter Bruderschaft Zug um Zug aufgeklärt. Zunächst versucht man zu ergründen, ob die Fotos eine Spur zu einem plausiblen Motiv und damit zum Täter weisen – vergeblich. Wie nicht anders zu erwarten, bleibt es Professor Seldom vorbehalten, Licht ins Dunkel zu bringen. Auch das Geheimnis um den ominösen Zettel in Carrolls Nachlass wird gelüftet. Die letzte Enthüllung, eine von staatspolitischer Tragweite, vertraut Seldom seinem „Sidekick“ G. schließlich unter vier Augen an, geknüpft an die Bedingung, dass dieser danach umgehend England verlassen muss.

## Formales
Der Roman ist in 33 Kapitel gegliedert; im umfangreichen Finale werden zwei als Fortsetzungen der vorherigen ausgewiesen, und das Schlusskapitel ist mit Epilog überschrieben. Darauf folgen Erklärungen und Danksagungen, wobei Martínez mit seiner letzten Dankesbezeigung den Bogen zurück zur einleitenden Widmung schlägt: Für Brenda, die in mir DEAD in LIVE verwandelte – und von dort, indirekt, zu den 16 Jahre zuvor erschienenen Pythagoras-Morden, dessen Protagonisten er nunmehr zu neuem literarischen Leben erweckt, allen voran den als verstorben verabschiedeten Professor Seldom.
Außerdem lernt der Leser im Laufe des vorliegenden Romans DEAD/LIVE als ein von Carroll erdachtes Rätsel kennen und bekommt eine der möglichen Lösungen geboten. An anderer Stelle belässt es der Ich-Erzähler bei Anspielungen auf mathematische, erkenntnistheoretische und sprachliche Problemstellungen, die nicht alle auf den erfindungsreichen Schöpfer von Alice zurückgehen. Eindeutig hingegen das Cover der deutschsprachigen Ausgabe: Zylinderhut und Taschenuhr verweisen auf den Hutmacher und das weiße Kaninchen aus Carrolls Roman.

## Realität und Fiktion

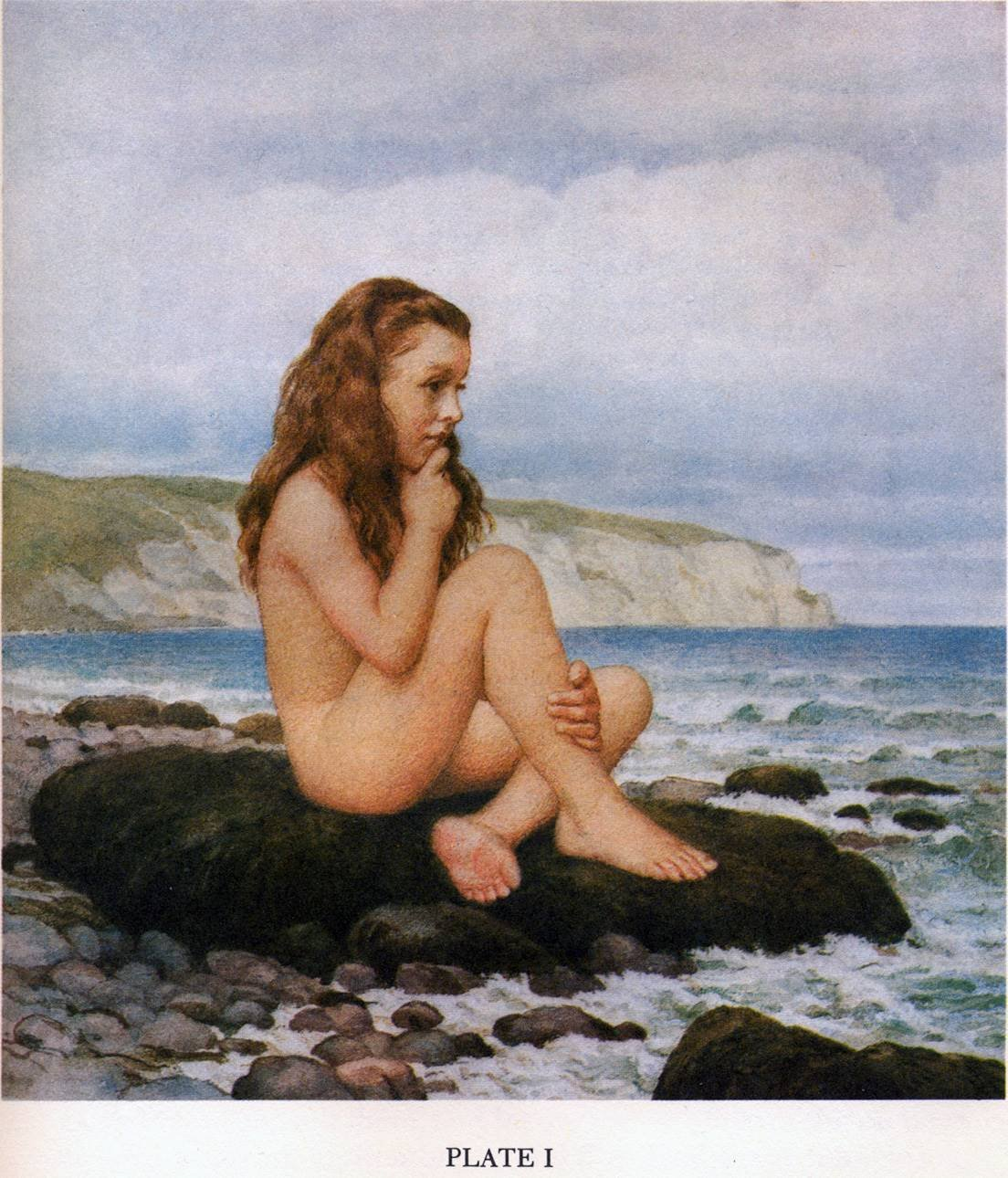
Lewis Carrolls Aktfoto von Beatrice Hatch ist das erste, was einem der Opfer zugestellt wird

Der Ich-Erzähler stellt sich als Doktorand für Mathematik vor, dessen heimliche Liebe der Literatur gelte und der, nach seinem Studienabschluss in Argentinien, mit Anfang 20 als Stipendiat für zwei Jahre an die Universität Oxford gekommen ist. Das sind biografische Eckdaten, die auch für den 1962 geborenen Autor Guillermo Martínez zutreffen. Allerdings hat er den England-Aufenthalt für sein Alter Ego um etwa ein Jahrzehnt in die Mitte der 1990er Jahre verschoben.
Damit rückt er in die unmittelbare Nähe des Jahres (1996), in dem jener Zettel, der über den Inhalt einiger aus Carrolls Tagebüchern herausgerissener Seiten informiert, tatsächlich entdeckt wurde; auch der Wortlaut des im Roman zitierten Satzes entspricht der Realität, der Fundort (das Guildford Museum) ebenfalls. Fiktion hingegen ist die Figur der Entdeckerin, wie auch die Mitglieder der frei erfundenen Lewis-Carroll-Bruderschaft, die laut Martínez „in keiner Verbindung“ zu der realen Lewis Carroll Society stehe.
Was die Sicht auf Lewis Carroll betrifft, entsprechen die Argumente, die Martínez seinen Figuren in den Mund legt, ziemlich genau denen, die auch in der einschlägigen nichtfiktionalen Literatur über ihn vorgebracht werden. Im Hinblick auf den vorliegenden Roman geht es in der Kontroverse ausschließlich um Carrolls Fotografien von teils nackten Mädchen im Kindesalter, und im Speziellen um die Schwierigkeit, aus heutiger Sicht abschließend zu beurteilen, wie die damalige viktorianische Gesellschaft und die unmittelbar betroffenen Familien, wie die Mädchen und wie Carroll selbst dies empfanden.

## Literarischer Kontext

### Die „Oxford-Krimis“
Der Fall Alice im Wunderland enthält zahlreiche Verweise auf Martínez’ 16 Jahre früher entstandene Die Pythagoras-Morde, in der Neuausgabe in Die Oxford-Morde umbenannt. Da beide Romane dem gleichen Genre angehören und am gleichen Handlungsort angesiedelt sind, seien sie hier als „Oxford-Krimis“ bezeichnet. Dass in ihnen zudem die gleichen Hauptfiguren agieren, macht ihre Gemeinsamkeiten noch längst nicht komplett. Die wichtigsten von ihnen lassen sich einordnen in: a) Delikt, b) Ermittler, c) Figurenkonstellation und d) Rätsel.
a) In beiden Romanen geht es um Serienmorde. Beide Male stellt sich das zum Schluss als Täuschung heraus. Bewirkt wird die Täuschung, indem der/die Täter bestimmten Mustern folgen, die eng mit den Hauptthemen verknüpft sind (Pythagoräer/Mathematik – Lewis Carroll/Literatur/Fotografie). „Das perfekte Verbrechen“, heißt es in beiden Romanen fast gleichlautend, „ist nicht das ungelöste, sondern das durch einen falschen Schuldigen gelöste.“
b) Die Ermittlungen laufen jeweils zweigleisig: durch den Staatsdienst (Inspektor Petersen, Polizei) sowie durch Hobby-Detektive (Seldom, Protagonist). Erstere setzen vor allem auf physische Beweise und auf psychologische Täterprofile, Letztere auf Logik. Diese erweist sich, vornehmlich in Person des Logik-Professors Seldom (und streng genommen nur im zweiten Band, wo gleiche Chancen bestehen), als überlegen. Für Seldom selbst sind es allerdings stets Pyrrhussiege, denn er muss sich vorwerfen, dass er durch sein Eingreifen die Zahl der Opfer fatalerweise vergrößert.
c) Der Protagonist bewegt sich in beiden Romanen zwischen zwei Welten – einer männlich und einer weiblich dominierten –, deren Schnittmengen eher gering sind. Seldom fungiert als Brückenfigur zur ersteren: einer nicht allzu großen, losen Gemeinschaft, im zweiten Band explizit „Bruderschaft“ genannt und im ersten einer solchen nicht unähnlich (Mathematiker). Die weiblich dominierte Welt ist die der amourösen Abenteuer des Protagonisten. Die Grundkonstellation – Mann zwischen zwei Frauen – wiederholt sich, der Frauentypus ebenfalls. Die einen (Lorna, Sharon) sind direkt und unkompliziert, die anderen (Beth, Kristen) eher schüchtern und schwierig. Letztere erweisen sich zudem als kriminell. Über sie stellt sich auch die wichtigste Schnittstelle mit der männlich dominierten Welt her: Sie verehren Arthur Seldom nicht weniger als der Protagonist selbst.
d) In beiden Romanen begegnen dem Leser vielerlei Rätsel. Die meisten werden gelöst. Darunter auch, den Regeln klassischer Whodunits gemäß, die zum Plot gehörenden kriminellen Handlungen. Hinzu kommen spielerische Rätsel, an denen sich der Leser selbst versuchen kann: passend zum jeweiligen Hauptthema, im ersten Band ein mathematisches und im zweiten ein sprachliches. Vor allem aber geht es hier wie dort darum, dass ein seit Jahrhunderten bestehendes wirkliches Rätsel – der Beweis des Großen Fermatschen Satzes und die mysteriöseste Lücke in Lewis Carrolls Tagebuch – wirklich gelöst wird. Dass sich das fast am gleichen Ort und fast zur gleichen Zeit ereignet, wird nicht ausdrücklich erwähnt, ebenso wenig wie die Tatsache, dass mehreres in einem ziemlich kleinen Zeitfenster – um den 25. Juni herum – geschieht. Umso auffälliger, dass er auch den folgenreichen Autounfall Seldoms, der in mindestens einem wichtigen Punkt rätselhaft bleibt (von ihm verschuldet?), ausgerechnet auf diesen Tag legt.

### Sherlock Holmes

Sherlock Holmes, Vorbild für den Hobby-Detektiv Arthur Seldom

Obwohl von Martínez nur zwei „Oxford-Krimis“ vorliegen, ist sein Ermittlerduo erkennbar angelehnt an Sherlock Holmes und Dr. Watson, die in der Kriminalliteratur, speziell den Subgenres Detektivgeschichte und Whodunit, gemeinhin als das Vorbild überhaupt gelten. Folgende Parallelen sind ihr „kleinster gemeinsamer Nenner“: Der weitgehend als Solist agierende Detektiv (Holmes/Seldom) löst die Fälle dank genauer Beobachtung und logischem Denken; sein „Assistent“ (Watson/Protagonist) fungiert vor allem als erzählender Vermittler zwischen ihm und dem Leser; der Polizeiapparat einschließlich dem leitenden Inspektor (Lestrade/Petersen) kooperiert partiell mit dem Detektiv, kommt aber nicht so weit wie er oder zu anderen Ergebnissen.
Der wichtigste Unterschied zwischen beiden Detektiven ist der, dass Holmes beruflich ermittelt, Seldom hingegen nur gelegenheitsgebunden („selten“). In anderen, eher nebensächlichen Punkten – Rauchen als eins der wenigen Laster, kein erkennbares Liebesleben – sind sie sich wiederum sehr ähnlich. Auch stilistisch steht Martínez Arthur Conan Doyle wohl näher als dem Gros der modernen Krimiautoren, was die Kritik, durchaus wohlwollend, so beschreibt: „Gelassen, manchmal geradezu altmodisch behaglich ist der Erzählton – und hat dazu einen Hauch soignierte Britishness.“

## Rezeption
Georg Patzer vergleicht in der Stuttgarter Zeitung den Stil des Romans mit Umberto Ecos Der Name der Rose:

„[…] Manchmal liest sich der Krimi wie eine Anspielung auf Umberto Ecos ‚Der Name der Rose‘, in dem scheinbar auch Morde nach einem literarischen Vorbild begangen werden, bei Eco ist es die Bibel, hier das surrealistische Kinderbuch ‚Alice im Wunderland.‘ Natürlich ist das Buch […] auch ein richtiger, spannender Krimi mit lauter falschen und richtigen Spuren, vielen Verdächtigen, einer ausgefeilten Detektivarbeit und einer überraschenden Lösung.“

Sylvia Staude von der Frankfurter Rundschau schreibt über das Buch:

„Martínez packt in pfiffige Forscher-Dialoge auch die Reflexion darüber, dass und wie sich die gesellschaftliche Wahrnehmung der Carrollschen Fotografien über die Jahrzehnte verändert hat: Einst fanden sie auch die Eltern der Kinder völlig normal – vielleicht mit Ausnahme von Frau Liddell, die dem Autor und Fotografen plötzlich den Umgang mit ihren Töchtern verbot. Aber später wieder erlaubte. Übrigens gibt es keinen Beleg dafür, dass Carroll jemals die Grenze einer rein platonischen Liebe überschritt.“

Marcus Müntefering von Spiegel online urteilt wie folgt:

„Man kann „Der Fall Alice im Wunderland“ lesen, ohne „Die Oxford-Morde“ zu kennen [...] Doch ein entscheidender Reiz der Lektüre erschließt sich nur denjenigen, die den Vorgänger gelesen haben. Denn Martínez hat eigentlich keine Fortsetzung geschrieben, sondern einen literarischen Zwilling, wobei sich Figurenkonstellationen, Motive und Pointen wie in einem Kaleidoskop mehrfach brechen. Ein wahrhaft schillerndes, geistreiches Vergnügen nicht nur für Carroll-Kenner.“

## Auszeichnungen
- 2019: Das Buch wurde mit dem Premio Nadal de Novela (Nadal-Literaturpreis) ausgezeichnet.[8]

## Ausgaben (Auswahl)
- Guillermo Martínez: Los crímenes de Alicia (= Colección Ancora y delfín. Band 1460). 1. Auflage. Ediciones Destino, Bogota 2019, ISBN 978-958-42-7648-3 (spanisch).
- Guillermo Martínez: Los crímenes de Alicia. 1. Auflage. Círculo de Lectores, Barcelona 2019, ISBN 978-84-672-7456-1 (spanisch).
- Guillermo Martínez: Der Fall Alice im Wunderland: Kriminalroman. 1. Auflage. Eichborn Verlag in der Bastei Lübbe AG, Köln 2020, ISBN 978-3-8479-0046-7 (spanisch: Los crímenes de Alicia. Übersetzt von Angelica Ammar).
- Guillermo Martínez, Angelica Ammar: Der Fall Alice im Wunderland: Kriminalroman. 2020, ISBN 978-3-7325-8791-9 (Als E-Book).